# Küchendeutsch
Küchendeutsch (literalmente "alemão da cozinha", também em inglês Namibian Black German) é um patoá de base lexical alemã falado na Namíbia tal e qual o unserdeutsch de Papua-Nova Guiné. Hoje, esse patoá é falado por aproximadamente 15 000 dos Namibianos, principalmente idosos e/ou antigos empregados dos colonizadores – daí o termo Küchendeutsch.
Via de regra, os falantes dominam outrossim ou o africânder ou o alemão-padrão.
Exemplos
- Lange nicht sehen, para dizer Lange nicht gesehen ("Faz tempo que não nos vimos")
- Was Banane kosten?, para Was kostet die Banane? ("Quanto custa a banana?")
- spät Uhr, para zu später Zeit ("a altas horas")
- Herr fahren Jagd, nicht Haus, para Der Herr geht zur Jagd, und ist nicht zu Hause ("O patrão está a caçar e não está em casa")

O Küchendeutsch é com frequência um estímulo aos jovens da Namíbia que querem aprender o alemão como língua estrangeira a fim de poder compreender seus avós.
No começo do século XX houve tentativas para desenvolver um alemão artificialmente simplificado com o fim de usá-lo nas colónias. Isso foi lançado por Emil Schwörer em 1916 sob o nome de Kolonialdeutsch ("alemão colonial"). Em oposição a essa ideia existiu igualmente o conceito do Weltdeutsch ("alemão global") de Adalbert Baumann, delineado como meio de comunicação internacional.